# Саракаев, Арчил Тотразович
Арчил Тотразович Саракаев (род. 1949) — депутат первого Съезда народных депутатов СССР (26 марта 1989 — 26 декабря 1991); председатель колхоза имени М. И. Калинина Ирафского района Республики Северная Осетия-Алания.

## Биография
Закончил Дагестанский сельскохозяйственный институт, член КПСС. Был избран народным депутатом СССР от Терского территориального избирательного округа № 380 Северо-Осетинской АССР. Председатель колхоза имени М. И. Калинина Ирафского района. Член Плановой и бюджетно-финансовой комиссии Совета Союза Верховного совета СССР.